# 방콕의 하리마오
《방콕의 하리마오》는 한국에서 제작된 이만희 감독의 1967년 영화이다. 신영균 등이 주연으로 출연하였고 홍의선 등이 제작에 참여하였다.

## 출연

### 주연
- 신영균
- 문정숙
- 김혜정
- 허장강

## 기타
- 원작자: 김동현
- 조명: 윤창화
- 미술: 정우택